# Le Fœil
Le Fœil település Franciaországban, Côtes-d’Armor megyében. Lakosainak száma 1382 fő (2022. január 1.). Le Fœil Cohiniac, Lanfains, Le Leslay, Plaine-Haute, Quintin, Saint-Bihy, Saint-Brandan, Saint-Donan és Le Vieux-Bourg községekkel határos.

## Népesség
A település népességének változása:
| Lakosok száma | 884  | 1084 | 1085 | 1321 | 1491 | 1454 | 1429 | 1412 | 1403 | 1382 |
|               | 1968 | 1982 | 1990 | 2006 | 2013 | 2015 | 2017 | 2019 | 2020 | 2022 |